# Kaple svatého Václava (Praha-Troja)
Kaple svatého Václava stojí v Praze - Troji, V podhoří na vyvýšeném místě bývalé rybářské osady.

## Historie
Klasicistní kapli nechal postavit někdejší majitel Lysolají dr. Vrzák roku 1865. Stavba postupně chátrala, na počátku 90. let byla v havarijním stavu. Díky veřejné sbírce byla opravena. Od roku 1994 se o kapli stará Společnost pro obnovu kaple svatého Václava a zvelebení kaple svaté Kláry v Praze - Troji. K novému vysvěcení po opravě došlo 27. října 1996.

## Popis
Kaple stojí na soklu, má obdélníkový půdorys, zadní stěna je zaoblená. Vstup do kaple je rámovaný portálem, dřevěné dveře jsou kryté mříží. Nad vchodem je nápis "Bůh s námi", po stranách nápisu je rozdělený letopočet 1865. Trojúhelníkový štít nad hlavní římsou zdobí znak Boží prozřetelnosti. V pravém boku kaple je půlkruhově zaklenuté okno. Střecha je sedlová, krytá taškami, na střeše je umístěná čtyřboká zvonička se stanovou stříškou, na vrcholu stříšky je kříž. Uvnitř kapličky stojí malý oltář.
Kaple je majetkem městské části Praha 7 - Troja, je zapsána do seznamu kulturních památek.